# سينس (سويسرا)
منطقة سينس (بالألمانية: Sensebezirk) (بالفرنسية: District de la Singine)‏ هي إحدى الدوائر الإدارية السبع في كانتون فرايبورغ في سويسرا والمنطقة الوحيدة الناطقة بالألمانية تمامًا. سميت على اسم نهر سينس الذي يشكل غالبية حدوده الشرقية مع كانتون برن.